# Sylvie Fabre G.
Sylvie Fabre G. est une poète née le 2 janvier 1951 à Grenoble. Après avoir été professeur de lettres en Bourgogne puis en Isère, elle se consacre désormais à l'écriture.

## Parcours
D’une écriture au lyrisme maîtrisé, traversée par une interrogation métaphysique, son œuvre, poésie, prose poétique et récit, a pour thèmes principaux l’enfance et la femme, le paysage et l’art, l’amour, le temps et la mort. Elle comprend une trentaine de recueils et de récits parus dans différentes maisons d’édition, en particulier les éditions Unes qui ont fait découvrir sa voix, l’Amourier qui a publié son livre Frère humain, Prix Louise-Labé en 2013, L’Escampette où est paru son recueil Tombées des lèvres en 2015 et L'Herbe qui tremble où sont publiés Pays perdu d'avance paru en 2019 et Nos voix persistent dans le noir en juin 2021. Quelques-uns de ses livres ont été préfacés par Pierre Dhainaut, Christian Bobin, Claude Louis-Combet, ou postfacés par Françoise Clédat et Angèle Paoli. Elle a réalisé aussi une quarantaine de livres d’artiste, en collaboration avec des peintres, des graveurs, des calligraphes et des photographes dont François Cheng, Frédéric Benrath, Anne Slacik, Fabrice Rebeyrolle, Colette Deblé, Claude Margat, Marc Pessin… En résonance avec son œuvre poétique ou celles de ses amis, elle pratique la photographie de paysage en amateur.
Depuis 1976, Sylvie Fabre G. est traduite et publiée en Europe et au Canada dans différentes revues ou anthologies et participe à de nombreuses lectures, rencontres et expositions. Traductrice de poètes italiens pour Blogs et revues, elle y écrit des notes critiques de littérature et de peinture.

## Œuvres

### Poésie et prose
- 1995 : L’Autre Lumière[7], éditions Unes[1].
- 1996 : La Vie secrète[7], éditions Unes[1].
- 1996 : Première Éternité, éditions Paroles d’Aube[8].
- 1997 : Le Bleu, éditions Unes[1].
- 1997 : L’Heureuse Défaite, gravures de Marc Pessin[6], éditions Le Verbe et l'empreinte[6].
- 1998 : Dans La Lenteur, éditions Unes[1].
- 1999 : Le Livre, éditions La Porte[9].
- 1999 : L’Isère, éditions du Felin[10], collection P. Lebaud-Kiron.
- 2000 : Lettre de la mémoire, photographies de Stéphane Bertrand[11], éditions Le Verbe et l'empreinte[6].
- 2001 : Le Livre du visage, lavis de Colette Deblé, éd. Voix d'encre.
- 2001 : L’Entre-deux, éditions La Porte[9].
- 2002 : Lettre horizontale, éditions La Porte[9].
- 2002 : L’Approche infinie, éditions Le Dé bleu.
- 2002 : Deux Terres, un jardin, éditions Le Pré # carré[12].
- 2003 : Le Génie des rencontres, éditions L'Amourier[2].
- 2005 : Les Yeux levés, éditions L'Escampette.
- 2005 : D’un mot, d’un trait, avec des poèmes François Cheng et des gravures de Marc Pessin[6], éditions Le Verbe et l'empreinte[6].
- 2006 : Quelque chose, quelqu’un, éditions L'Amourier[2].
- 2006 : Pays de peintres, éditions La Porte[9].
- 2008 : Le passage, aquarelles de Thémis, éditions l'Atelier des grames[13].
- 2009 : Corps subtil, éditions l'Escampette.
- 2011 : L’inflexion du vivant, éditions Le Pré # carré[12].
- 2012 : Neiges, Gravures de Marc Pessin[6], éditions Le Verbe et l'empreinte[6].
- 2013 : De petite fille, d’oiseau et de voix, éditions Le Pré # carré[12].
- 2013 : Frère humain, suivi de L’Autre Lumière Prix Louise Labé, éditions L'Amourier[2].
- 2015 : Absolue jeunesse de la littérature, éditions La Porte[9].
- 2015 : Tombées des lèvres[14], éditions de l'Escampette.
- 2015 : Première Éternité, éditions Recours au poème [15](version numérique).
- 2016 : L’Intouchable, éditions Le Pré # carré[12].
- 2017 : Nos feux persistent dans le noir, éditions Le Verbe et L'Empreinte.
- 2018 : Ce que tu nommes ta maison, éditions Le Pré # carré
- 2018 : La Maison sans vitres, éditions La Passe du vent[16].
- 2019 : Pays perdu d'avance, éditions L'Herbe qui tremble.
- 2020 : Aimantation de la voie, recueil à deux voix avec Jean-Marie de Crozals, dessins et encres de Claude Margat, éditions Les Lieux dits.
- 2021 : Nos voix persistent dans le noir, peintures de Jean-Gilles Badaire, éditions L’Herbe qui tremble
- 2021 : Accoster le jour, recueil à deux voix avec Patricia Castex-Menier, éditions. La Feuille de thé.

### Livres d'artistes
- 1995 : L’Autre Lumière (exemplaires de tête), peintures de Solange Triger, éditions Unes[1]
- 1995 : Monographie Jean-Claude Bligny, poèmes de Sylvie Fabre G.
- 1996 : La Vie secrète (exemplaires de tête), photographies de Léopold Trouillas, éditions Unes[1]
- 1996 : La Fugitive, gravures de Mariette, éditions La Maison de Mariette[17]
- 1997 : Le Bleu, aquarelles de Maurice Rey, éditions Unes[1]
- 1997 : L’Île, manuscrit peint d’Anne Slacik, atelier de l’artiste
- 1997 : Le Visage, collages de Sylvie Planche, atelier de l’artiste
- 1998 : Dans la lenteur (exemplaires de tête), peintures de Solange Triger, éditions Unes[1]
- 1998 : Icône de la femme, dessins de Colette Deblé, Cahiers de L’Adour
- 2000 : Lettre horizontale pour Bernard Noël, aquarelle de Frédéric Benrath, atelier de l’artiste
- 2001 : Le Scribe, gravures et estampages de Marc Pessin[6], éditions Le Verbe et l'empreinte[6]
- 2002 : Lettre du bleu, livre manuscrit peint d’Anne Slacik, atelier de l’artiste
- 2003 : Nous avons ce destin d’être appelés, gravures de Marc Pessin[6], éditions Le Verbe et l'empreinte[6]
- 2003 : Les Excès du présent, photographies de Sylvie Fabre G., accompagnées de poèmes de Maurice Benhamou[18]
- 2003 : La Mesure, l’infini, livre-objet avec dessins, encres et collages de Juan Frutos
- 2004 : Gran Corpas, peintures de Fabrice Rebeyrolle[5], collages peints de Leon Ronda-Diaz, éditions Mains-soleil
- 2004 : Quelque chose, quelqu’un, 4 gravures de Frédéric Benrath, éditions Urdla
- 2005 : Lettre du geste, avec des poèmes de François Cheng et des gravures de Marc Pessin[6]
- 2005 : Sur le front pur de la toile, livre manuscrit peint d’Anne Slacik, atelier de l’artiste
- 2006 : Les Yeux levés, livre peint de Fabrice Rebeyrolle[5], éditions l'Escampette.
- 2006 : Carnets, encres d’Isabelle Raviolo[19], atelier de l’artiste
- 2006 : Les Hirondelles, encres et peintures de Guerryam[20], atelier de l’artiste
- 2007 : Ce qui se passe en nous, peintures de Fabrice Rebeyrolle[5], éditions Mains-soleil
- 2009 : Enfant mon inconnu, livre-objet de Mariette, éditions La Maison de Mariette
- 2011 : Voix d’extinction, photographies d’Eole, atelier de l’artiste
- 2011 : Neiges, gravures de Marc Pessin[6], éditions Le Verbe et l'empreinte[6]
- 2011 : L’envol, c’est un pays, calligraphies de Claude Margat, éditions Les Cahiers du museur
- 2012 : Feuille à feuille, encres de Guerryam, atelier de l’artiste
- 2013 : L’enfance est un balbutiement, peintures de Colette Deblé, éditions Les Cahiers du museur
- 2013 : Les Portes de la transparence, peintures de Jean-Gilles Badaire[21], éditions Les Cahiers du museur
- 2014 : À mesure d’enfance, encres de Colette Deblé, éditions Les Cahiers du museur
- 2014 : D’une neige, l’autre et Un accord dans l’inachevé, livres de verre et encres de Lô, éditions Laurence Bourgeois[22]
- 2014 : Piero, l’arbre, peintures d’Anne Slacik, éditions Æncrages & Co
- 2015 : Ailes du regard, poèmes de Claude Margat, photographies de Sylvie Fabre G., éditions Les Cahiers du museur
- 2016 : Ton geste, pur élan, peintures d’Aaron Clarke[23], coll. « Jamais, Livres pauvres » de Daniel Leuwers
- 2017 : Le Mois divin, in Les Yeux levés, pastels et craies de Raymonde Godin[24], coll. « Livres pauvres », Maison de la poésie Rhône-Alpes
- 2017 : Dans la bibliothèque de ma mère, peintures de Fabrice Rebeyrolle[5], éditions Mains soleil
- 2017 : Sur l’atelier du ciel et À l’ombre du temps, photographies d’Isabelle Lévesque
- 2017 : 7 Litanies de la vieille enfant, encres et peinture sur tissu de Patricia Pinzuti-Gintz
- 2018 : Nos feux persistent dans le noir, encres de Patrick Navaï, éditions Le Verbe et l’empreinte
- 2018 : Ensemble, collages de Max Partezana, coll. « Le singulier imprévisible », Sophie Chambard
- 2019 : Le Poème comme l’amour, encre d’Anne-Marie Donaint-Bonave
- 2019 : Trouver le mot le centre, peintures de Maria Desmée
- 2020 : La Brûlure de l’inaccessible, encres et dessins d’Ena Lindebaur, Les Cahiers du museur
- 2021 : Enfant qui cherche ma main, peinture de Jean-Gilles Badaire, atelier de l’artiste
- 2021 : Son mirage d’Orient, peinture de M. Arroyo-Alcazer, éditions Les Lieux Dits

### Catalogues
- 2001 : Lettre du regard, Anne Slacik.
- 2002 : Un seul voyage, Anne Slacik.
- 2002 : La Maison de Mariette, Mariette.
- 2003 : Ta peau d’homme, Fabrice Rebeyrolle[5].
- 2003 : L’habité, Francis Helgorsky.
- 2006 : Gran Corpas, Fabrice Rebeyrolle[5] et Leon Diaz-Ronda.
- 2007 : Le chant fragile, Isabelle Raviolo.
- 2007 : Lettre de la traversée, Frédéric Benrath.
- 2009 : Tout ce que je peins c’est moi, Berthe.
- 2011 : Pays perdu d’avance, Fabrice Rebeyrolle[5].
- 2012 : Anne la sourcière, Anne Slacik, Terres de femme.
- 2013 : Encore un jour à regarder le ciel, Fabrice Rebeyrolle[5].
- 2014 : La source et les souffles, peinture d’Anne Slacik.
- 2014 : Un peintre, gardien du feu, peinture de Fabrice Rebeyrolle[5].
- 2015 : Entre stèles et ciels, Odile de Frayssinet[25], Fabrice Rebeyrolle[5].
- 2016 : La Persistance des traces, Fabienne Burdet-Ichtchenko.

### Anthologies
- 1976 à 1981 : Nouvelles et autres, revue Sorcières, éditions Stock
- 1980 : Anthologie 80, éditions Le Castor astral[26].
- 1985 : Paroles de poètes, éditions Le Dé bleu.
- 1989 : Anthologie amoureuse, éditions Paroles d’Aube[8].
- 1999 : Samizdat, éditions. Le Pré # carré[12].
- 2000 : Poétri, éditions Autrement.
- 2001 : Une saison en poésie A Dhôtel, éditions BM Charleville-Mézières.
- 2001 : Anthologie S. Stétié, éditions Blanc Silex.
- 2002 : Chartreuse, Corps mystique, Guide Gallimard.
- 2003 : Sept écrits de femmes, éditions CIDELE, revue de Sémaphore.
- 2003 : Écriture de femmes, éditions Poésie Rencontre.
- 2004 : La coupure du parc, éditions Tarabuste.
- 2004 : Ce que disent les mots, P. Maubé, éditions Eclats d’encre.
- 2005 : 111 Poètes en Rhône-Alpes, Maison de la poésie - Le Temps des cerises.
- 2005 : Rumeurs de ville, éditions Le Certu, Lyon.
- 2005 : Le jardin de l’éditeur, éditions L’Amourier.
- 2006 : Mémoires d’eau, Bacchanales, éditions Maison de la poésie Rhône-Alpes[27].
- 2007 : Dans le privilège du soleil et du vent, pour saluer R. Char, éditions La Passe du vent.
- 2007, 2008, 2009, 2010, 2011 : Calendriers de la poésie francophone, éditions Alhambra Publications, Belgique.
- 2008 : Voix du Basilic, entretiens avec Alain Freixe, éditions L’Amourier[2].
- 2008 : Rêver Québec, éditions L’Arbre à paroles, Belgique et Canada.
- 2009 : L’année poétique Seghers.
- 2009 : Anthologie émotiviste de la poésie francophone, éditions Le Nouvel Athanor.
- 2010 : Couleurs femmes, éditions Le Castor astral.
- 2010 : Au nom de la fragilité, éditions Erès.
- 2010 : Pays perdu d’avance, éditions Voix d’encre[28].
- 2011 : Nuovi poeti francesi, traduction de Fabio Scotto[29],éditions Einaudi, Italie.
- 2011 : Das Fest des Lebens, éditions Verlag Im Wald, Allemagne.
- 2012 : Rousseau au fil des mots, éditions La Passe du vent.
- 2012 : Eros émerveillé, éditions Poésie Gallimard[30].
- 2012 : Pas d’ici, pas d’ailleurs, anthologie de la poésie féminine francophone, éditions Voix d’encre[28].
- 2013 : Voix de la Méditerranée, éditions La Passe du vent.
- 2014 : Sur la guerre et la paix, 86 poètes d’aujourd’hui, éditions Maison de la poésie Rhône-Alpes[27].
- 2015 : Il n’y a pas de meilleur ami qu’un livre, éditions Voix d’encre[28].
- 2015 : Rivages, éditions de l’Aigrette.
- 2016 : Voix intermédiaires, anthologie de poésie contemporaine de François Rannou, éditions Publie.net.
- 2016 : Poètes, une anthologie particulière, de Lydia Padellec[28], éditions Henry.
- 2018 : Un soir j’ai assis la beauté sur mes genoux, anthologie Rimbaud, éd. La Passe du vent.
- 2019 : Apparaître, Anthologie Terre à ciel.
- 2019 : Le lieu exact, anthologie Faire part, revue littéraire.
- 2019 : Secolo donna,, almanaco di poesia italiana al femminile, Bonifacio Vicenzi, ed. Macabor, Italie.
- 2020 : Courage, Dix variations sur le courage et un chant de résistance, éditions Bruno Doucet.
- 2021 : Rencontrer, Anthologie Terre à ciel, réalisée par Florence Saint-Roch.

### Traductions
- 2011 : Quell’andarsene nel buio dei cortili, Milo De Angelis (éd. Mondadori), S’en aller dans le noir des cours, revues Thauma et Europe.
- 2014 : La Grecia è morte, Fabio Scotto, éd. Passigli, La Grèce est morte, revue Europe.
- 2016 : La rosa del mattino, Fabio Scotto, éd. NEM, La Rose du matin, revue Voix d’encre.
- 2019 : Milo De Angelis, Incontri e agguati, Rencontres et guet-apens, éditions Cheyne, recueil traduit en collaboration avec Angèle Paoli
- 2019 : Sylvie Fabre G., L’approche infinie, L’ infinito approssimarsi, traduction de Gabriella Serrona, éditions Macabor, 2019, Italie

### Sylvie Fabre G. sur les blogs
- Terres de femmes
- Poezibao
- Recours au poème
- Terre à Ciel